# Octospora coccinea
Octospora coccinea är en svampart som först beskrevs av P. Crouan & H. Crouan, och fick sitt nu gällande namn av Johannes van Brummelen 1967. Octospora coccinea ingår i släktet Octospora och familjen Pyronemataceae.   Inga underarter finns listade i Catalogue of Life.